# NGC 4770
NGC 4770 (również PGC 43804) – galaktyka spiralna (S0-a), znajdująca się w gwiazdozbiorze Panny. Odkrył ją William Herschel 25 marca 1786 roku.